# Эль-Ретиро
Эль-Ретиро или Ретиро (исп. El Retiro) — город и муниципалитет на севере Колумбии, на территории департамента Антьокия. Входит в состав субрегиона Восточная Антьокия.

## История
Поселение из которого позднее вырос город было основано в 1790 году. Муниципалитет Эль-Ретиро был выделен в отдельную административную единицу 15 октября 1814 года.

## Географическое положение

Муниципалитет Эль-Ретиро

Город расположен в южной части департамента, в гористой местности Центральной Кордильеры, на расстоянии приблизительно 15 километров к юго-юго-востоку (SSE) от Медельина, административного центра департамента. Абсолютная высота — 2165 метров над уровнем моря.

Муниципалитет Эль-Ретиро граничит на севере и северо-востоке с муниципалитетом Энвигадо, на востоке — с муниципалитетом Кальдас, на юге — с муниципалитетом Монтебельо, на западе — с муниципалитетами Ла-Сеха и Рионегро. Площадь муниципалитета составляет 273 км².

## Население
По данным Национального административного департамента статистики Колумбии, совокупная численность населения города и муниципалитета в 2012 году составляла 18 502 человек.
Динамика численности населения муниципалитета по годам:
| 2005   | 2006   | 2007   | 2008   | 2009   | 2010   | 2011   | 2012   |
| ------ | ------ | ------ | ------ | ------ | ------ | ------ | ------ |
| 16 976 | 17 211 | 17 419 | 17 648 | 17 858 | 18 081 | 18 281 | 18 502 |

Согласно данным переписи 2005 года мужчины составляли 50 % от населения Эль-Ретиро, женщины — соответственно также 50 %. В расовом отношении белые и метисы составляли 99,9 % от населения города; негры, мулаты и райсальцы — 0,1 %.
Уровень грамотности среди всего населения составлял 93,2 %.

## Экономика
Основу экономики Эль-Ретиро составляют сельскохозяйственное производство и производство мебели. Развито животноводство. Основными культурами возделываемыми на территории муниципалитета являются авокадо и кофе.

48,7 % от общего числа городских и муниципальных предприятий составляют предприятия торговой сферы, 26,8 % — предприятия сферы обслуживания, 22,2 % — промышленные предприятия, 2,3 % — предприятия иных отраслей экономики.